# Flogging Molly
Flogging Molly je sedmičlenná hudební skupina zformovaná v Los Angeles. V hudbě Flogging Molly se snoubí energický punk rock a tradiční irské melodie. Flogging Molly spolupracuje s hudebním vydavatelstvím SideOneDummy Records.

## Historie
Kapelu založil Irský rodák Dave King společně s kytaristou Tedem Huttem, baskytaristou Jeffem Petersem a houslistkou Bridget Regan. Společně napsali a nacvičili první písničky jako "Black Friday Rule" nebo "Devils Dance Floor". Flogging Molly hrála každé pondělí v irském baru Molly Mallone's. Ted Hutt a Jeff Peters však kapelu časem opustili, protože jejich původní kapela dostala nabídku k natočení alba. Dave a Bridget pak hledali nové členy kapely a vznikla současná formace Flogging Molly.
Během turné k albu "Float" se Dave oženil s Bridget na skromném obřadu v Tokiu.
V roce 2007 opustil kapelu akordeonista Matthew Hensley, aby se mohl více věnovat svému osmiletému synovi. Matt sám mluvil spíše o tom, že nebude s kapelou jezdit na turné. Nyní již však s kapelou opět hraje a na turné jezdí také.

### Pojmenování
Název vychází ze jména baru, ve kterém kapela hrávala ve svých začátcích. Frontman Dave King kdysi v rozhovoru pro magazín Kerrang! řekl, že kapela měla pocit, jako kdyby svůj domovský bar každé pondělí mrskala (anglické "to flog" – mrskat) svou energickou hudbou.

## Hudba
Flogging Molly se může chlubit naprosto specifickým hudebním projevem. Frontman Dave King říká: "Kdybychom neměli mandolínu, akordeon, housle a flétnu, byl by to punk rock. Kdybychom neměli kytaru, baskytaru a bubny, byla by to tradiční irská hudba.“ Hudba kapely je velice melodická, takže je snadné na ni tancovat, zároveň kombinuje živé irské melodie s energií a divokostí punku a chytrými poetickými texty.
Jejich hudba je ovlivněna především kapelami a interprety jako jsou The Dubliners, Horslips, Johnny Cash, a The Clash.
Celkově se jejich písničky pohybují od "pirátských", jako je "Salty Dog", "Cruel Mistress", nebo "Seven Deadly Sins", přes drzé "What's Left of the Flag", "Drunken Lullabies", nebo "Rebels of the Sacred Heart" až k poměrně melancholickým skladbám, jako "Far Away Boys", "The Sun Never Shines (On Closed Doors)", či "Float". Texty se obvykle zabývají tématy jako je Irsko a irská historie, alkohol, politika, láska, smrt nebo Katolická církev. Písničky "What's Left of the Flag" a "The Likes of You Again" byly napsány jako pocta otci Davea Kinga, který zemřel během Kingova dětství.
Pro kapelu je také charakteristická divokost živých vystoupení, její projev na pódiu je spontánní a koncert od koncertu se hrají písničky trošku jinak. Dave King také s oblibou prokládá vystoupení krátkými proslovy, vtípky a podobně.

## Členové
- Dave King – zpěv, akustická kytara, bodhrán, banjo.
- Bridget Regan – housle, tin whistle, irské dudy(Uilleann pipes), zpěv
- Dennis Casey – elektrická kytara, zpěv
- Matt Hensley – akordeon, tahací harmonika
- Nathen Maxwell – basová kytara, zpěv
- Bob Schmidt – mandolína, banjo
- George Schwindt – bicí, buben

## Diskografie

### Studiová alba
- 2000 Swagger
- 2002 Drunken Lullabies
- 2004 Within a Mile of Home
- 2008 Float
- 2011 Speed of Darkness
- 2017 Life Is Good

### Živá alba
- 1997 Alive Behind the Green Door
- 2006 Whiskey on a Sunday
- 2007 Complete Control Sessions
- 2010 Live at the Greek Theatre

### Kompilace
- 2007: Complete Control Sessions

## Flogging Molly v popkultuře

### Ve filmu a divadle
- Písnička "The Worst Day Since Yesterday" se objevila ve filmu Mr. & Mrs. Smith(2005).
- Šest jejich písní se objevilo ve filmu Red Roses and Petrol.
- Píseň "The Kilburn High Road" je inspirovaná divadelní hrou The Kings of the Kilburn High Road od irského dramatika jménem Jimmy Murphy. Dave King písničku napsal poté, co mu Bridget dala přečíst kopii scénáře, kterou získala od herce hrajícího ve hře hlavní roli, se kterým v té době chodila.
- Píseň "The Worst Day Since Yesterday" byla použita v jednom dílu Stargate Universe konkrétně S01E09 "Life"
- Píseň "If I Ever Leave This World Alive" zazněla ve filmu "PS: Miluji tě" (2007).

### V počítačových hrách
- Píseň "Drunken Lullabies" se objevila ve hře Tony Hawk's Pro Skater 4.
- Píseň "To Youth (My Sweet Roisin Dubh)" je obsažena ve hře FIFA 2005.
- Píseň "Seven Deadly Sins" figuruje v traileru ke hře The Saboteur

### V reklamě
- Písnička "Salty Dog" byla použita v rádiových reklamách na pivo Guinness u příležitosti dne Svatého Patrika v roce 2008.
- Písnička "Drunken Lullabies" byla použita v rádiových reklamách na Killian's u příležitosti dne Svatého Patrika v roce 2008.